# Schleuse Hünxe
Die Schleuse Hünxe gehört – vom Rhein her – zur zweiten der sechs Kanalstufen des Wesel-Datteln-Kanals (WDK) bei Kanalkilometer 13,31.

## Geschichte
Die große Schleuse ist 222 Meter lang, 11,85 Meter breit und hatte bei der Verkehrsfreigabe an beiden Enden Hubtore. Sie wurde 1923 erbaut. Die Hubtore mussten 1993 erneuert werden. Die kleine Schleuse entstand von 1965 bis 1967 erbaut. Sie ist 112 Meter lang, 11,62 Meter breit. Sie hat am Oberwasser ein Hubtor und am Unterwasser ein Schiebetor mit Torbrücke. Die Schleusenkammer ist mit einer Luftsprudelanlage ausgerüstet, die zumindest zeitweise das Vereisen der Kammer verhindert und schwimmende Fremdkörper aus der Tortasche fernhält.
Beide Schleusen sind für einen Tiefgang von 2,80 Metern ausgelegt. Die Schleusengruppe hat eine Fallhöhe von 5,50 Meter.
Die Betätigung beider Schleusen erfolgt durch die Schleusenwärter in den Steuerständen vor Ort. Die Betätigung des Pumpwerks erfolgt durch die 1984 in Betrieb genommene Fernsteuerungszentrale (FZW) des Wasserstraßen- und Schifffahrtsamtes Westdeutsche Kanäle in Datteln. Das seit der Inbetriebnahme des Kanals 1931 vorhandene Rückpumpwerk dient zunächst dazu, das ins Unterwasser abgelaufene Schleusungswasser ins Oberwasser zurückzupumpen. Darüber hinaus kann über die ganze Pumpwerkskette des WDK bei Bedarf Rheinwasser in Richtung Dattelner Meer gepumpt werden zur Speisung der Scheitelhaltung Herne/Datteln-Münster des Westdeutschen Kanalnetzes. Betrieben werden drei Pumpen mit 3.800 und eine Pumpe mit 5.000 Litern Durchsatz pro Sekunde. Maximal laufen drei Pumpen gleichzeitig. Die geodätische Förderhöhe beträgt 5,50 Meter.

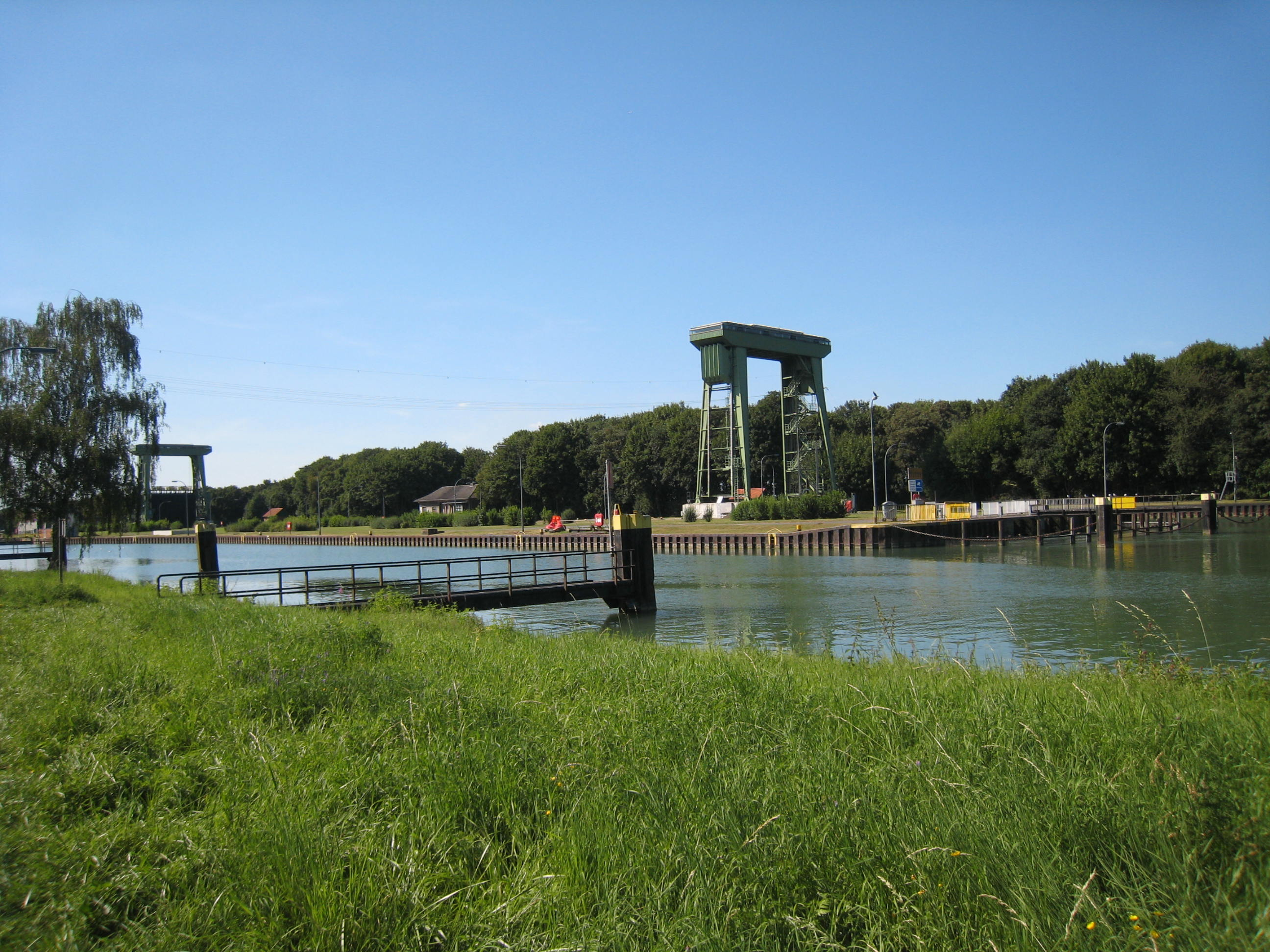
Das Oberwasser der Schleusengruppe

Circa 80 Meter oberhalb der Kanalstufe liegt der Wasserwanderrastplatz Hünxe.

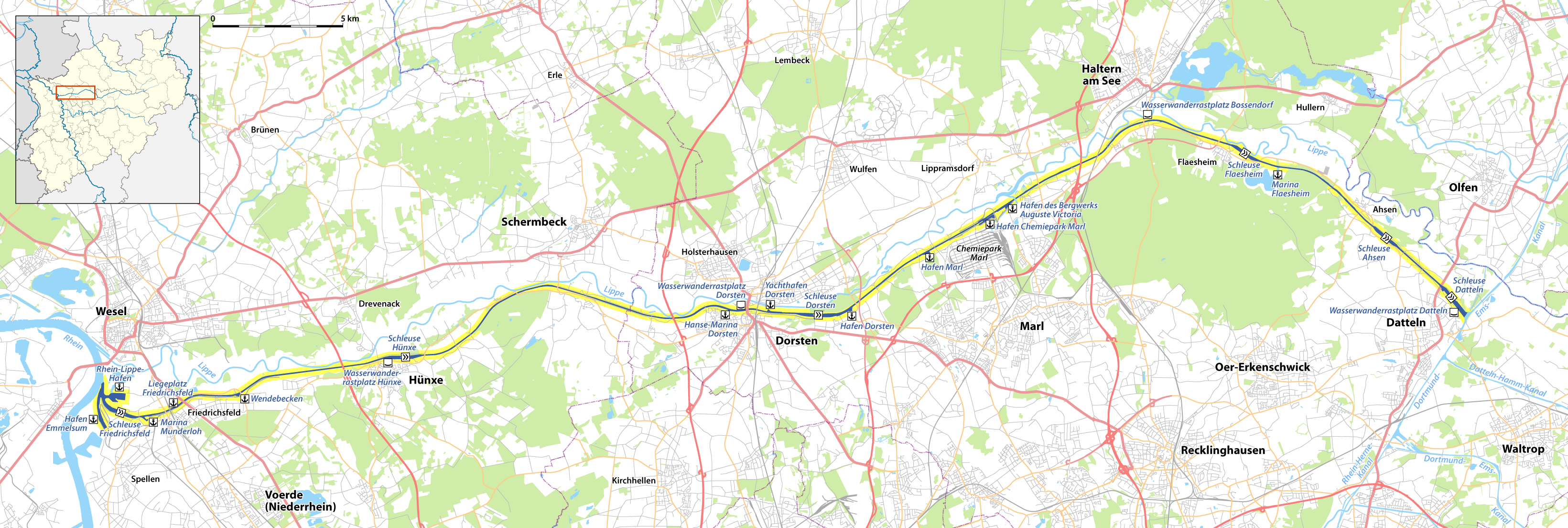
Lage der Schleusengruppe am Kanal